# GD-ROM
GD-ROM（“giga disk read-only memory”的简称）是一种私有的光盘格式，由世嘉和雅马哈共同开发，被用于Dreamcast及其他多个街機系统。这种光盘格式与CD-ROM十分相近。但由于凹点之间距离更小，它能储存更多数据。1.2GB的容量几乎是传统CD-ROM的两倍大。

## 光碟结构
GD-ROM盘片上有三个数据区域。第一个区域是按照CD格式储存的，通常由一个包含随意或幽默的警告信息的音轨构成，以提醒使用者这张盘片是在Dreamcast上使用的，而非普通CD播放机的。这段声音常常来自游戏角色，如游戏永恒的阿卡迪亚中的信息为“我们不能在CD播放器中拯救世界！请把我们放回Dreamcast以让我们去做我们该做的！ (We can't save the world from a CD player! Put us back in the Dreamcast so we can do our job!)”。这一CD数据区域同时也包含数据部分，使其可以在电脑上被读取。大部分GD-ROM碟片的这个区域只包含了一些文本文件，如游戏标识、版权信息及分类信息等。也有部分游戏为电脑用户准备了额外的资料，如游戏索尼克大冒险中包含了索尼克的人物图片。
接着是一个分割用的部分，除了“Produced by or under license from Sega Enterprises LTD Trademark Sega”这段文字之外，没有任何数据。而这段区域曾经被认为可能像SEGA Saturn一样用于存放安全密钥来防止盗版。最后，也是最外层的区域，以高密度的格式包含了游戏数据。
一个传统的CD驱动器永远不可能读取到第一个部分以外的内容，因为根据CD内容索引，那里没有任何内容。但可以通过调整固件，使普通的CD驱动器可以读取到第二个内容索引，以从高密度区域读取数据。此外还可以用“swap-trick”的方法，即先放入一个含有大的内容索引的普通CD，然后再在不让CD驱动器知道的情况下换成GD-ROM盘片。这种方法可以使CD驱动器读取到第一张盘片所指明的区域的数据。
从GD-ROM盘片上读取数据，最流行的办法就是将Dreamcast本身作为驱动器，然后通过一个“coder's cable”或者Dreamcast适配器从上面复制数据。另一种可选的方法是在Dreamcast上添加一个USB接口。
世嘉现在已经停止了GD-ROM介质的生产。

## 技术資訊

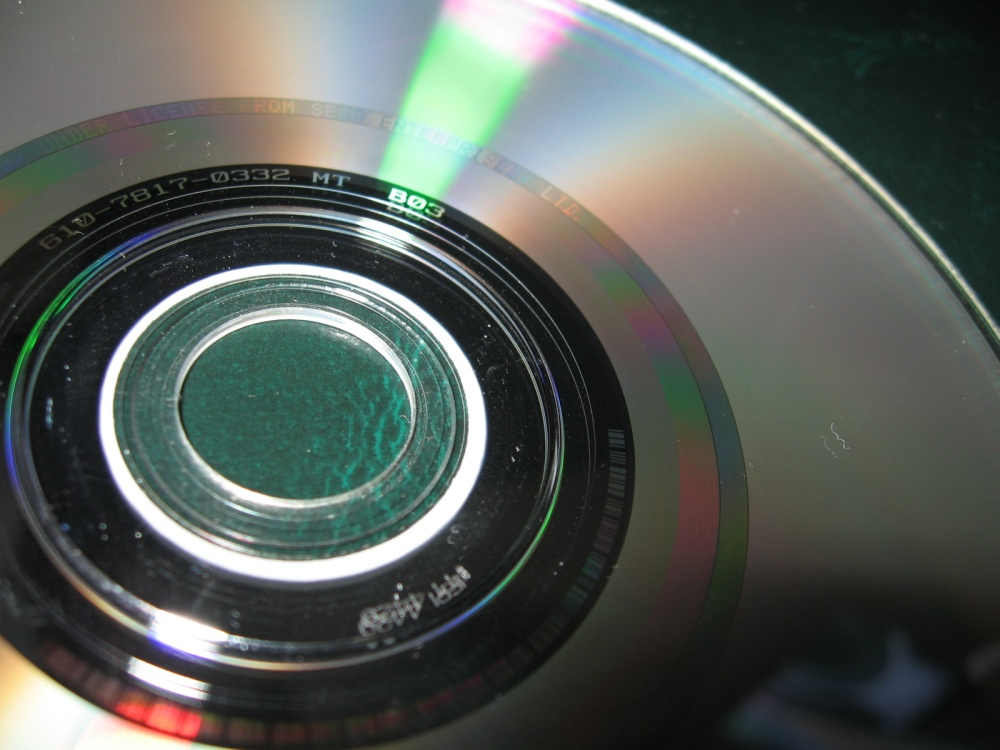
GD-ROM的背面

Dreamcast中的GD-ROM与大部分现代光驱一样，以恒定角速度的方式工作。世嘉利用降低转速，并保持CD-ROM部件以原速读取的方式来读取GD-ROM内较高密度的数据。这种方法使得世嘉在生产Dreamcast的时候，可以使用许多便宜的现成部件。
NetBSD项目已经开发出了一个可以在其系统下使用的GDRom驱动，同时这个驱动也有Linux移植版。但由于版权原因，以及与Linux内核接口的配合不佳，另外一个新的Linux驱动已经开始开发。Linux核心 2.6.25 已经可以支持Dreamcast上的GD-ROM驱动器了。